# Erhard Wedel-Friis
Erhard lensgreve Wedel-Friis, ved sin dåb Erhard Wedel Jarlsberg (22. juli 1710 – 10. november 1786) var en dansk greve, optaget i adelsstanden i 1743 under navnet Wedel Frijs og viet til arvingen af grevskabet Frijsenborg, komtesse Christine Sophie Friis.
Ved greve Christian Friis´ død i 1763 tiltrådte hans hustru grevskabet Frijsenborg. Ved siden af en betydelig militær karriere havde han en række opgaver som fremtrædende diplomat.  

## Barndom og ungdom
Erhard Wedel Jarlsberg blev født den 22. juli 1710 som søn af baron Erhard
Frederik Wedel Jarlsberg (1668-1740), som var kommanderende general i Norge og hustru rigsfriherreinde Maria Juliane von Freydag til Godens. 
Han påbegyndte sin militære løbebane i 1727 som sekondløjtnant i Jyske
gevorbne Infanteriregiment, blev i 1733 ritmester i Drabantgarden og
udnævntes i 1734 til stabsritmester i sin senere svigerfar, grev
Christian Frijs´ gevorbne Rytteriregiment og samme år udnævnt til virkelig ritmester.  

## Ægteskab
Erhard Wedel-Frijs blev den 4. oktober 1743 i Hammel Kirke viet til komtesse Christine Sophie Friis (1713-87), ældste datter af lensgreve Christian Friis til Frijsenborg (1691-1763) og hustru Øllegaard Gersdorff (1687-1734). Bruden var - som den ældste af deres fire døtre -  arving til grevskabet. 

## Liv og virke
I 1744 forsatte han sin militære løbebane, da han blev udnævnt til major og i 1747 oberst ved det, der nu hed Det Oldenburgske Rytteriregiment, som i 1751–1762 var garnisoneret i Itzehoe.  I 1755 fulgte udnævnelsen til generalmajor.  Wedel-Frijs opholdt sig imidlertid ikke ved regimentet, idet han i 1753-1754 virkede i Sverige som gesandt, Envoyé Extraordinaire, hvorfra han året efter blev forflyttet i samme egenskab til Frankrig, hvor han virkede til 1763, da han ved sin svigerfars død vendte tilbage til Danmark.
Ægteparret fortsatte ombygningen af Boller Slot, som Christian Friis havde begyndt i 1759.  Arbejdet afsluttedes i 1769, og Boller Slot fremstod herefter ganske anderledes. Fra at være en gammeldags og ubekvem hovedbygning blev det til en moderne sammenhængende 1700-talsbygning, hvor en forfinet herregårdskultur kunne udfolde sig. Man påbegyndte i 1764 endvidere anlægget af en lystskov mellem parken og Horsens Fjord.  En trætavle fra den tid minder fortsat om deres betydning for Boller.
Besiddelserne blev i 1768 forøget ved købet af godset Wedelslund ved Galten og i 1778 af godset Søbygaard.
Grev Wedel-Frijs led på sine senere år af podagra og havde svært ved at bevæge sig, hvorfor hans hustru søgte om, og i 1771 fik lov til, at indrette et kapel i Frijsenborgs østre gavl. Kapellet var smukt udstyret, en smuk lysekrone til 12 lys er bevaret og hænger nu i Hammel Kirke.

## Død og bisættelse
Erhard Wedel-Frijs døde på Frijsenborg den 10. november 1786 og blev bisat i Hammel Kirkes grevelige kapel.  
Da ægteparret var barnløst, uddøde navnet Wedel-Frijs med dets første bærer.  
Efter hustruen Christine Sophie Friis´ død i 1787 overgik grevskabet til hendes søster Elisabeth Sophie Friis, gift den 25. juni 1751 med Jean Henri Desmercières (1687-1778).

## Ordener og titler
I 1744 blev Erhard Wedel-Friis kammerherre, 1760 generalløjtnant, og 1766 gehejmekonferensråd. Fra 1763-1768 var han overstaldmester ved hoffet, og fra 1768-1772 overkammerherre hos Dronningen. Han blev Ridder af Dannebrogordenen i 1752, Ridder af hofordenen l'Union Parfaite i 1753, og Ridder af Elefanten i 1774.

## Læs mere
- Arne Gammelgaard: Grever og Godtfolk. Fra Hammel-Kanten 1815-1875.
- H.H. Berner-Schilden Holsten: Danske Herregårds ejere, Danmarks Veterinær- og Jordbrugsbibliotek.
- Gyldendals Den Store Danske Encyklopædi: 1999.
- Annette Hoff: Boller Slot i 650 År. En godshistorie om mennesker, magt og muld ved Horsens Fjord.
- Knud Søndergaard: Asta Grundtvig, Liv og virke, slægt og venner 1826-90. Billedredaktion: Lars Thorkild Bjørn.
- Bjerre Herred Bogen I & II, Glud Museums Forlag 1963 og 2001.